# لیگ بسکتبال صربستان
لیگ بسکتبال صربستان (انگلیسی: Basketball League of Serbia) که به صورت مختصر به عنوان کی ال اس شناخته می‌شود، رقابت‌های بسکتبال حرفه‌ای باشگاه‌های صربستان است. این لیگ در سال ۲۰۰۶ تأسیس شد.